# Peter R. Newman
Peter R. Newman, né en 1954, est un astronome amateur britannique, contributeur  important du Sloan Digital Sky Survey. L'astéroïde (123120) Peternewman a été nommé en son honneur.